# Pismo Filipljanom
Pismo Filipljanom je Pavlovo pismo Nove zaveze. Avtorstvo je pripisano apostolu Pavlu in namenjeno krščanski skupnosti v Filipih, kjer je apostol oznanjal evangelij na svojem drugem potovanju. Napisano je bilo v jetništvu, verjetno v Rimu ali Efezu, okoli leta 62 po Kristusu.
Pavel v pismu pojasni, da je bil zaprt zaradi oznanjevanja Kristusovega evangelija. Čeprav pozdravlja smrt zaradi Jezusa, si prav tako želi nadaljevati svoj apostolat. Svoje bralce spodbuja, naj ostanejo trdni v veri in posnemajo Kristusovo ponižnost, ki je »sam sebe izpraznil« in »postal pokoren vse do smrti, in sicer smrti na križu« (2,7–8). Eksegeti na splošno menijo, da je bil ta pogosto citirani odlomek vzet iz zgodnjekrščanske himne. Pavel nadalje poziva Filipljane, naj si udejanjajo svoje odrešenje (2,12); teologi te besede pogosto navajajo v razpravah o vlogi svobodne volje pri doseganju osebne odrešitve.

## Nastanek in zgodovinske okoliščine
Kraj kot tudi čas nastanka pisma ni možno jasno določiti. V primeru, da je bilo pismo napisano v Efezu, naj bi nastalo leta 56. 
Pavel se je v času svojega drugega potovanja skupaj s Silom in Timotejem okrog leta 50 ustavil v mestu Filipi, kjer je Pavel oznanil evangelij in ustanovil prvo cerkev na evropskih tleh. V Apostolskih delih lahko beremo, da je šlo za uspešen, čeprav razmeroma kratek postanek med Judi in Nejudi. Pavel opisuje čas v Filipih kot čas, ko sta s Silo doživela trpljenje in zasramovanje, saj so jima strgali oblačila, ju pretepli in zaprli. Toda ko je potres stresel ječo in odprl vrata, še vedno nista želela zbežati. To je ječarja privedlo do spreobrnjenja, oblastniki pa so se jima opravičili in ju prosili, naj oditeta. Pot sta nadaljevala proti Tesaloniki (Apd 17–18) (Brown 2008, 482-483).
Med Pavlom in Filipi so bili stiki po slih pogosti in novice, da so Pavla zaprli, so že dosegle Filipljane. Zato so mu poslali Epafrodita z darilom. V pismu ga Pavel pošilja nazaj v upanju, da bo kmalu poslal tudi Timoteja, želi pa jih obiskati tudi sam (Brown 2008, 482-483).

## Struktura in vsebina

### Razdelitev pisma po obliki:
- Uvodni obrazec (1,1–2)
- Zahvale (1,3–11)
- Jedro (1,12–4,20)
- Sklepni obrazec (4,21–23)

### Razdelitev pisma po vsebini:
- Naslov, pozdrav in zahvale (1,1–11)
- Pavlove zaporniške razmere in odnos do smrti (1,12–26)
- Spodbuda, ki jo utemelji na Kristusovem zgledu (1,27–2,16)
- Pavlova skrb za Filipljane in načrtovana poslanstva k njim (2,17–3,1a)
- Svarila pred lažnimi učitelji; Pavlovo ravnanje (3,1b–4,1)
- Spodbuda Evodiji in Sintihi: enotnost, veselje, vzvišene reči (4,2–9)
- Pavlove razmere in velikodušni darovi Filipljanov (4,10–20)
- Sklepni pozdravi, blagoslov (4,21– 23)

### Tematika
Ljudje, ki so se v Filipih ob Pavlu spreobrnili, so se z njim povezali v občestvo, ki je trajalo od trenutka, ko je odšel v Tesaloniko, do trenutka, ko jim piše iz ječe. Ko so k Pavlu poslali Epafrodita, so s tem ponovno potrdili svojo zvestobo. V pismu je poudarjen Pavlov izraz hvaležnosti in prijateljstva, kar bi lahko imeli za glavni razlog nastanka pisma. Vsebuje pa tudi dejstva, ki kažejo Pavlov pogled na življenje iz zapora in na razmere v Filipih (Brown 2008, 484) 
Pavlov pogled na življenje iz zapora
Pismo odraža misli, ki so se porajale Pavlu ob dejstvu, da je v ječi zaradi oznanjevanja evangelija. Ni potrt, čeprav trpi. Njegovo bivanje v ječi prispeva k širjenju evangelija, saj očitno trpi zaradi Kristusa, hkrati pa je druge opogumil njegov zgled, da oznanjajo brez strahu. Pavel pokaže prezir do tekmovalnosti v duhu katere določeni oznanjajo, saj želijo prekositi Pavla. V pismu se Pavel spoprijema z možnostjo smrti in okleva pri odločitvi o tem, ali bi bil takojšnji odhod h Kristusu ob smrti, boljši kot nadaljevanje službe oznanjevanja Kristusa (Brown 2008, 484). 
Razmere v Filipih
Pavel hoče, da bi bili kristjani v Filipih brezgrajni, da bi sredi pokvarjenega rodu žareli kakor luč in da bi se trdo držali besede življenja. Želi vedeti, da se enodušno bojujejo za vero evangelija in da stojijo trdno v enem duhu. V pismu Pavel graja tri različna zadržanja, ki Cerkvi v Filipih povzročajo težave. V Filipih je nesoglasje celo med tistimi, ki so se trudili skupaj s Pavlom. Za kaj točno gre pri tem nesoglasju ni jasno, a verjetno za pomanjkanje ponižnosti, pred čemer Pavel v pismu svari. V Filipih je tudi zunanje nasprotovanje kristjanom v Filipih, kar jim povzroča trpljenje. Ljudje so se pritoževali nad čudnim naukom kristjanov, ker ne priznava bogov in so se tako obračali na krajevne oblasti, da bi jih prijele ali izgnale. Pavel omenja tudi slabe delavce, ki jih imenuje pse in se jih morajo Filipljani varovati. Ti psi so namreč pohabili meso, verjetno z obrezo. Ta odlomek je v pismo kot splošno svarilo ob pojavu takih ljudi, saj če bi v Filipih že bili na delu, bi jim Pavel v pismu posvetil več besed. Ali pa se je šele začelo pojavljati v manjšem številu (Brown 2008, 485). 
Kristološka hvalnica (2,5–11)
Kristus je opisan kot služabnik, ki ga je treba posnemati, to je najbolj znamenit odlomek v pismu. Mnogi mislijo, da je Pavel te vrstice zapisal, ne pa tudi sestavil. Zgradba je stvar razprave, npr. šest kitic, vsaka po tri verze ali tri kitice, vsaka po štiri verze. V teološkem poteku pa ima hvalnica dva dela, temo ponižnosti in temo povzdignjenja. Žarišče kristologije v hvalnici je od 2,6–7: Kristus Jezus, čeprav »je bil v podobi Boga, se ni ljubosumno oklepal svoje enakosti z Bogom, ampak je sebe izpraznil tako, da je prevzel podobo služabnika in postal podoben ljudem«. Čeprav je himna v sebi kristološka, nauk na koncu poudarja odrešenje in spodbuja naslovljence, naj za svoje lastno zveličanje sledijo poveličanemu Kristusu. Raje kot da gledajo na lastne koristi in kako bodo še boljši, naj imajo Filipljani mišljenje Kristusa, ki jim je pokazal, da pot k Bogu ni v seganju po višjem mestu na lestvici, ampak v postajanju ponižno poslušen Bogu, pa čepravvse do smrti na križu (Brown 2008, 487-489).
Pavel v pismu bralce povabi, naj posnemajo njega in naj posnemajo Kristusa. Pavel sebe že na začetku imenuje Kristusovega služabnika, da bi tako pripravil na govorjenje o Kristusu kot tistem, ki je prevzel podobo služabnika (Brown 2008, 487-489).

## Enovitost pisma
Polikarp sredi 2. stoletja omenja Pavlova »pisma« Filipljanom in če to drži, se to lahko nanaša na kanonično pismo in na izgubljena, ali pa na kanonični pismo in Drugo pismo Tesaloničanom, ali pa na izvirno obliko kanonične korespondence, preden je redaktor različna pisma združil v eno. Kar se tiče notranje enovitosti, pa Flp 3,1b kaže, da je Pavel morda že prej pisal Filipljanom. Če je tako, lahko pri tem misli na izgubljeno pismo ali na izvirno neodvisen odlomek tega, kar je sedaj vključeno v pismo (Brown 2008, 493). 
Glede domneve, da je v Pismu Filipljanom združenih več pisem, je skupno številnim teorijam to, da 3. poglavje delno predstavlja posebno pismo (Brown 2008, 494):
Možnost dveh izvirnih pisem:
1) 3,1b–4,20: ko je Pavel prejel darilo, ki ga je prinesel Epafrodit.
2) 1,1–3,1a + 4,21–23 pismo, ko si je Epafrodit opomogel od bolezni.
Možnost treh izvirnih pisem:
1) 4,10–20 pismo, ki potrjuje, da je Pavel od Filipljanov prejel darilo.
2) 1,1–3,1a + 4,4–7.21–23 pismo, ki spodbuja k vrednemu življenju in veselju v Gospodu.
3) 3,1b–4,3 + 4,8–9 pismo, ki opominja in razpravlja.
Brez dvoma jedro Pisma Filipljanom sestavlja mešanica gradiva, kjer Pavel preskakuje med avtobiografskim opisom, spodbudami in svarili pred lažnimi učitelji. Delitev na dve ali tri pisma je poskus strokovnjakov, da bi prerazporedili gradivo bolj dosledno in skladno. Kar nekaj strokovnjakov pa vztraja, da je sedanja oblika pisma izvirna oblika. Domnevamo lahko tudi, da je Pavel v ječi pisal v slogu toka zavesti, ko je sporočal svoje prijaznosti, spodbude in graje, kot so mu prišle na misel, ne da bi jih oblikoval v povsem dosleden potek (Brown 2008, 493-495).